# Кутателадзе, Семён Самсонович
Семён Самсонович Кутателадзе (2 октября 1945, Ленинград — 15 января 2025, Новосибирск) — российский и советский математик.

## Биография
Сын крупного учёного-теплофизика Самсона Кутателадзе (1914—1986). Мама — Лидия Степановна. Детство прошло в Ленинграде, в 1962 году переехал с отцом в Новосибирск.
В 1963 году окончил среднюю школу № 125 Новосибирска, а пять лет спустя — механико-математический факультет Новосибирского государственного университета (1968, с отличием) по кафедре вычислительной математики. Дипломная работа «О некоторых свойствах выпуклых множеств» выполнена под руководством Г. Ш. Рубинштейна. Кандидат физико-математических наук (1970), тема диссертации «Смежные вопросы геометрии и математического программирования» (научный руководитель — Г. Ш. Рубинштейн).
В 1973 году докторская диссертация С. С. Кутателадзе «Выпуклость относительно конуса и её приложения» была отклонена докторским советом Института математики Сибирского отделения АН СССР при защите, в прениях с отрицательным отзывом выступил Н. Н. Яненко. С ответной положительной репликой выступил Л. В. Канторович, но решение Совета оказалось отрицательным.
Доктор физико-математических наук (1978), тема диссертации «Линейные задачи выпуклого анализа».
С 1968 года работал в Институте математики им. С. Л. Соболева СО РАН, заведующий лабораторией функционального анализа, затем — главный научный сотрудник.
Преподавал в Новосибирском государственном университете, профессор, заместитель заведующего кафедрой математического анализа.
Умер 15 января 2025 года в возрасте 79 лет.

## Научные интересы
Исследования в области функционального анализа
- Simultaneous linear inequalities: yesterday and today [Текст]. — Новосибирск, 2010. — 14 с. : портр.; 28 см. — (Препринт / Рос. акад. наук. Сибир. отд-ние. Ин-т математики им. С. Л. Соболева; 245).
- Основы функционального анализа / С. С. Кутателадзе. — Новосибирск : Наука : Сиб. отд-ние, 1983. — 221 с.; 20 см; ISBN В пер. (В пер.) : 1 р. 80 к.
- Записки по геометрии и топологии векторных пространств [Текст] : учебное пособие / С. С. Кутателадзе. — Новосибирск : НГУ, 1982. — 84 с. : ил.; 20 см.
- Основы функционального анализа / С. С. Кутателадзе. — 3. изд., испр. — Новосибирск : Изд-во Ин-та математики, 2000. — 335 с.; 20 см. — (Современная математика — студентам и аспирантам / Рос. акад. наук. Сиб. отд-ние. Ин-т им. С. Л. Соболева).; ISBN 5-86134-074-9
- Основы функционального анализа / С. С. Кутателадзе. — 5-е изд., испр. — Новосибирск : Изд-во Ин-та математики, 2006. — 354 с.; 20 см. — (Современная математика — студентам и аспирантам / Российская акад. наук, Сибирское отд-ние, Ин-т математики им. С. Л. Соболева).; ISBN 5-86134-131-1

### Мемуары
- Кутателадзе С. C. Штрихи
- Кутателадзе С. C. Распад триумвирата
- Кутателадзе С. C. Похороны М. А. Лаврентьева
- Кутателадзе С. C. Мой Канторович